# جون أدكينز
جون أدكينز (بالإنجليزية: Jon Adkins) هو لاعب كرة قاعدة أمريكي، ولد في 30 أغسطس 1977 في هنغتينغتون في الولايات المتحدة.

## وصلات خارجية
- جون أدكينز على موقع دوري كرة القاعدة الرئيسي (الإنجليزية)
- جون أدكينز على موقع دوري كوريا الجنوبية لكرة القاعدة (الإنجليزية)
- جون أدكينز على موقعبيزبول رفرنس.كوم (الدوري الرئيسي) (الإنجليزية)
- جون أدكينز على موقعبيزبول رفرنس.كوم (الدوري الثانوي) (الإنجليزية)
- جون أدكينز على موقع إي إس بي إن.كوم (أم.أل.بي) (الإنجليزية)
- جون أدكينز على موقع مشجعي الرسوم البيانية (الإنجليزية)